# Enneapterygius howensis
Enneapterygius howensis är en fiskart som beskrevs av Fricke, 1997. Enneapterygius howensis ingår i släktet Enneapterygius och familjen Tripterygiidae. Inga underarter finns listade i Catalogue of Life.